# Абдраман, Амаду
Амаду Абдраман (фр. Amadou Abdramane) — полковник[уточнить] ВВС Нигера, представитель Национального совета по защите родины после государственного переворота в Нигере в 2023 году. Выступал главным спикером с первого дня прихода хунты к власти в результате этого военного переворота. 

До 28 июля 2023 года считался руководителем путчистов, когда был объявлен реальный глава Национального совета по защите родины — Омар Чиани.

## Карьера
26 июля 2023 года выступил с телеобращением, в котором объявил о свержении правительства президента Мохамеда Базума, а также объявил о таких мерах, как приостановка действия конституции Нигера, закрытие его границ, приостановка работы всех учреждений и общенациональный комендантский час.